# S!sters
Sisters (poznate i kao S!sters) je nemački pop duo koji čine Karlota Truman i Laura Kestel.

## Karijera
Duo je osnovan u januaru 2019. godine. NDR je tražio dve pevačice za pesmu "Sister", koju su napisali Laurell Barker, Marine Kaltenbacher, Tom Oehler i Thomas Stengaard za švajcarski nacionalni izbor za Pesmu Evrovizije 2018. godine, međutim pesma "Sister" nije uspela proći na nacionalni izbor. 2019. se prijavljuju na nemački nacionalni izbor za Pesmu Evrovizije "Unser Lied für Israel" u koji ulaze naknadno uz pomoć "wildcarda". NDR je tada sastavio duo S!sters za ovu pesmu.
Pobedile su na nacionalnom izboru sa pesmom "Sister", te su time postale predstavnice Nemačke na izboru za Pesmu Evrovizije 2019. u Tel Avivu. Na Pesmi Evrovizije bile su 25. od 26 pesama u finalu. Prema glasovima žirija bile su 21. sa 24 osvojena boda, a publika im nije dala bodove. U početku, duo je bio na 24. mestu sa 32 boda, ali EBU je ispravio glasove beloruskog žirija 22. maja 2019. godine. Time je Nemačka dobila osam bodova manje (24 boda) i time je pala na predzadnje 25 mesto.